# 崇寿寺 (尼勒克县)
崇寿寺，俗称喇嘛召，蒙古语名为“喀什乌力扎图庙”，藏语名为“阿日西朝格伦”，位于新疆维吾尔自治区尼勒克县科克浩特浩尔蒙古民族乡，是一座藏传佛教格鲁派寺院。

## 简介
崇寿寺位于喀什河中游的河谷阶地，海拔1191米。崇寿寺建于清朝光绪二十三年四月三日（1897年），总建筑面积达到1334平方米，有三个寺，可容纳2500人同时念经，5000人同时朝拜。其中大庙两层，宽25米，长50米。三个寺之外，另有公房两个院共10间，喇嘛院、禅院44处2116间。内地及西藏都有人来该寺朝拜。
1985年，吕日甫罗文主持重建该寺。该寺有30亩地，僧人劳动，自给自足。1998年，该寺被新疆维吾尔自治区评为“五好寺庙”。